# Ethan Hitchcock
Ethan Allen Hitchcock (Mobile (Alabama), 19 september 1835 - Washington D.C., 9 april 1909) was een Amerikaans zakenman en diende onder de presidenten William McKinley en Theodore Roosevelt als minister van Binnenlandse Zaken.

## Biografie
Ethan Hitchcock werd in Mobile, Alabama geboren als een zoon van rechter Henry Hitchcock en Anne Erwin Hitchcock. Zijn oom Ethan Hitchcock had als generaal gediend tijdens de Amerikaanse Burgeroorlog. Hij volgde de businessschool in Saint Louis en vertrok vervolgens naar China om aldaar te werken voor een bedrijf waarvan hij in 1866 een partner van werd. Hij huwde in 1869 met Margaret Dwight Collier met wie hij drie dochters kreeg.
In 1874 keerde hij terug naar de Verenigde Staten en in de periode die volgde was hij bij verscheidene mijnbouwbedrijven en spoorwegmaatschappijen president. In 1898 werd hij op relatief late leeftijd door president William McKinley aangesteld als Amerika's eerste ambassadeur in Rusland. Hij werd echter al snel teruggeroepen om te dienen in diens kabinet als minister van Binnenlandse Zaken. Na de moord op McKinley in 1901 behield hij deze positie onder de nieuwe president Theodore Roosevelt. Tijdens zijn termijn was hij onder meer verantwoordelijk voor het reorganiseren van de administratie van de indianenzaken. Hij overleed op 9 april 1909 en werd in Saint Louis begraven.
- Library of Congress Control Number: no2007120491
- National Archives and Records Administration: 10611974
- SNAC: w6cg0rvc
- Virtual International Authority File: 53938113
- WorldCat: E39PBJckJQWFy3pRYc8YFjfcyd